# Claire Foy
Claire Elizabeth Foy (Stockport, Gran Mánchester, 16 de abril de 1984) es una actriz británica de cine, televisión y teatro. Es más conocida por haber interpretado el papel de la joven reina Isabel II en la serie de Netflix, The Crown, papel por el que consiguió el Globo de Oro, además de dos Premios Emmy y dos Premios del Sindicato de Actores, y también por su papel de Anna en la película, Season of the Witch (2011).

## Primeros años
Foy nació en Stockport (Gran Mánchester) y se crio entre Mánchester y Leeds. Es la más joven de tres hermanos. Su familia se mudó a Longwick, en Buckinghamshire, donde asistió a la Escuela Secundaria de Aylesbury, en la que estudió teatro. Se graduó en 2007 y actualmente vive en Peckham, acompañada de cinco amigos de arte dramático.

## Carrera

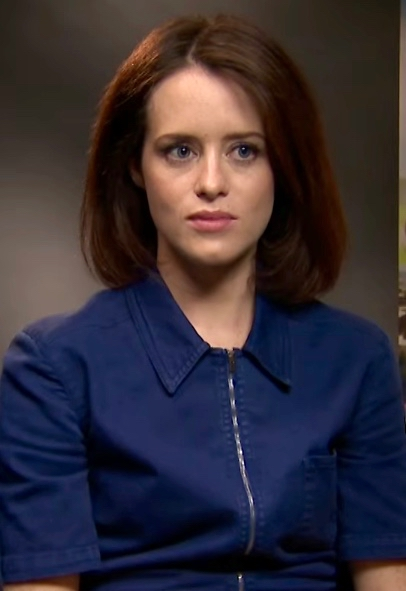
Foy en octubre de 2017.

Luego de graduarse de la Escuela de Arte Dramático de Oxford en el verano de 2007, Foy interpretó el personaje que le da el nombre a la aclamada adaptación de la cadena BBC La pequeña Dorrit (Little Dorrit), que ganó el Premio Emmy en la categoría de Mejor miniserie en 2009 y que fue nominada en la categoría de Mejor miniserie en los Premios Globo de Oro de ese año. El trabajo de Foy también le ha valido una nominación en la categoría de Mejor actriz en los Premios RTS de televisión de 2009. Foy protagonizó junto a Matthew Macfadyen y Tom Courtenay esta interpretación dramática basada en la clásica novela de Charles Dickens.
En 2010 interpretó a la dura, pero atractiva e inteligente, Adora Belle Dearheart en la película Going Postal, basada en la novela homónima de Terry Pratchett, en una producción inglesa para la televisión en dos partes.
En 2011 apareció en Season of the Witch, una película de aventuras ambientado en la Edad Media, junto a Nicolas Cage y Ron Perlman, donde personifica a una joven bruja llamada Anna.
En 2014 se unió al elenco principal de la serie Crossbones, en la cual interpretó a Kate Balfour, la hermosa hija del gobernador que se convierte en miembro de la tripulación del pirata Barbanegra, hasta el final de la serie ese mismo año luego de que fuera cancelada al finalizar su primera temporada debido a los bajos índices de ráting.
En 2016 se estrenó en Netflix la serie The Crown, que recrea la vida de la Reina Isabel II, en la que Foy tiene el papel principal. En 2020, Foy retomó el papel de la joven reina Isabel II en el octavo episodio de la cuarta temporada de The Crown. Su actuación le valió el premio a la mejor actriz invitada en una serie dramática. En noviembre de 2022, Foy, de nuevo, retomó el papel de la joven reina Isabel en el estreno de la quinta temporada de The Crown.
En 2018 interpretó el papel protagonista de Lisbeth Salander en la película de suspense, The Girl in the Spider's Web, basada en la saga de novelas policíacas "Millennium", del autor sueco Stieg Larsson; e interpretó a Janet Shearon, esposa del astronauta estadounidense Neil Armstrong, en la película biográfica First Man de Damien Chazelle. En 2021, Foy interpretó a Margaret Campbell, duquesa de Argyll en la producción de BBC, A Very British Scandal.

## Vida personal
Foy se casó con el actor Stephen Campbell Moore en 2014. Tuvieron una hija juntos, Ivy Rose, nacida en marzo de 2015. La pareja anunció su separación en febrero de 2018, declarando que "llevaban separados un tiempo".
Es hermana mayor de la también actriz Gemma Foy.

## Filmografía

### Cine
| Año  | Título                                                | Personaje               | Director                   |
| ---- | ----------------------------------------------------- | ----------------------- | -------------------------- |
| 2010 | Going Postal                                          | Adora Belle Dearheart   |                            |
| 2011 | Season of the Witch                                   | Anna (bruja)            | Dominic Sena               |
| 2014 | Academia de vampiros                                  | Sonya Karp              | Mark Waters                |
| 2014 | Rosewater                                             | Paola                   |                            |
| 2014 | Frankenstein and the Vampyre: A Dark and Stormy Night | Narrador                |                            |
| 2015 | The lady in the van                                   | Lois, the social worker |                            |
| 2017 | Breathe                                               | Diana Cavendish         |                            |
| 2018 | Unsane                                                | Sawyer Valentini        | Steven Soderbergh          |
| 2018 | The Girl in the Spider's Web                          | Lisbeth Salander        |                            |
| 2018 | First Man                                             | Janet Shearon           | Damien Chazelle            |
| 2021 | My Son                                                | Joan Richmond           | Christian Carion           |
| 2021 | The Electrical Life Of Louis Wain                     | Emily Richardson-Wain   | Will Sharpe                |
| 2022 | Women Talking                                         | Salome                  | Sarah Polley               |
| 2023 | Todos somos extraños                                  | Madre                   | Andrew Haigh               |
| TBA  | Savage House                                          | Lady Savage             | Peter Glanz, posproducción |

### Televisión
| Año       | Título                            | Personaje                            | Notas                                  |
| --------- | --------------------------------- | ------------------------------------ | -------------------------------------- |
| 2008      | Being Human                       | Julia                                |                                        |
| 2008      | Doctors                           | Chloe Webster                        |                                        |
| 2008      | La pequeña Dorrit                 | Amy Dorrit                           | 14 episodios                           |
| 2010-2012 | Upstairs Downstairs               | Lady Persephone Towyn / Lady Persie  | 9 episodios. Miniserie                 |
| 2011      | The Promise                       | Erin Matthews                        | 4 episodios. Miniserie                 |
| 2012      | White Heat                        | Charlotte                            | 6 episodios                            |
| 2014      | The Great War: The People's Story | Helen Bentwich                       | 2 episodios. Miniserie documental.     |
| 2014      | Crossbones                        | Kate Balfour                         | 9 episodios                            |
| 2015      | Wolf Hall                         | Ana Bolena                           | 6 episodios. Miniserie                 |
| 2016-2023 | The Crown                         | Isabel II del Reino Unido            | 23 episodios                           |
| 2018      | Saturday Night Live               | Ella misma                           | Episodio: "Claire Foy / Anderson Paak" |
| 2021      | A Very British Escandal           | Margaret Campbell, Duquesa de Argyll | 3 episodios, Miniserie                 |

## Premios y nominaciones
| Premios Primetime Emmy | Premios Primetime Emmy                  | Premios Primetime Emmy | Premios Primetime Emmy | Premios Primetime Emmy |
| Año                    | Categoría                               | Trabajo nominado       | Resultado              | Ref.                   |
| ---------------------- | --------------------------------------- | ---------------------- | ---------------------- | ---------------------- |
| 2017                   | Mejor actriz - Serie dramática          | The Crown              | Nominada               | [ 14 ]                 |
| 2018                   | Mejor actriz - Serie dramática          | The Crown              | Ganadora               | [ 14 ]                 |
| 2021                   | Mejor actriz invitada - Serie dramática | The Crown              | Ganadora               | [ 14 ]                 |
| 2024                   | Mejor actriz invitada - Serie dramática | The Crown              | Pendiente              | [ 15 ]                 |

| Premios Globo de Oro | Premios Globo de Oro           | Premios Globo de Oro | Premios Globo de Oro | Premios Globo de Oro |
| Año                  | Categoría                      | Trabajo nominado     | Resultado            | Ref.                 |
| -------------------- | ------------------------------ | -------------------- | -------------------- | -------------------- |
| 2017                 | Mejor actriz - Serie dramática | The Crown            | Ganadora             | [ 16 ]               |
| 2018                 | Mejor actriz - Serie dramática | The Crown            | Nominada             | [ 16 ]               |
| 2019                 | Mejor actriz de reparto        | First Man            | Nominada             | [ 16 ]               |

| Premios del Sindicato de Actores | Premios del Sindicato de Actores | Premios del Sindicato de Actores | Premios del Sindicato de Actores | Premios del Sindicato de Actores |
| Año                              | Categoría                        | Trabajo nominado                 | Resultado                        | Ref.                             |
| -------------------------------- | -------------------------------- | -------------------------------- | -------------------------------- | -------------------------------- |
| 2017                             | Mejor actriz - Serie dramática   | The Crown                        | Ganadora                         | [ 17 ]                           |
| 2017                             | Mejor reparto - Serie dramática  | The Crown                        | Nominada                         | [ 17 ]                           |
| 2018                             | Mejor actriz - Serie dramática   | The Crown                        | Ganadora                         | [ 18 ]                           |
| 2018                             | Mejor reparto - Serie dramática  | The Crown                        | Nominada                         | [ 18 ]                           |
| 2023                             | Mejor reparto                    | Women Talking                    | Nominada                         | [ 19 ]                           |

| Premios BAFTA | Premios BAFTA              | Premios BAFTA    | Premios BAFTA | Premios BAFTA |
| Año           | Categoría                  | Trabajo nominado | Resultado     | Ref.          |
| ------------- | -------------------------- | ---------------- | ------------- | ------------- |
| 2016          | Mejor actriz de televisión | Wolf Hall        | Nominada      | [ 20 ]        |
| 2017          | Mejor actriz de televisión | The Crown        | Nominada      | [ 20 ]        |
| 2018          | Mejor actriz de televisión | The Crown        | Nominada      | [ 20 ]        |
| 2019          | Mejor actriz de reparto    | First Man        | Nominada      | [ 20 ]        |

| Premios Gotham | Premios Gotham             | Premios Gotham       | Premios Gotham | Premios Gotham |
| Año            | Categoría                  | Trabajo nominado     | Resultado      | Ref.           |
| -------------- | -------------------------- | -------------------- | -------------- | -------------- |
| 2023           | Mejor actuación de reparto | Todos somos extraños | Nominada       | [ 21 ]         |

| Premios del Cine Independiente Británico | Premios del Cine Independiente Británico | Premios del Cine Independiente Británico | Premios del Cine Independiente Británico | Premios del Cine Independiente Británico |
| Año                                      | Categoría                                | Trabajo nominado                         | Resultado                                | Ref.                                     |
| ---------------------------------------- | ---------------------------------------- | ---------------------------------------- | ---------------------------------------- | ---------------------------------------- |
| 2023                                     | Mejor actuación de reparto               | Todos somos extraños                     | Nominada                                 | [ 22 ]                                   |

| Premios de la Sociedad Internacional de Cinéfilos | Premios de la Sociedad Internacional de Cinéfilos | Premios de la Sociedad Internacional de Cinéfilos | Premios de la Sociedad Internacional de Cinéfilos | Premios de la Sociedad Internacional de Cinéfilos |
| Año                                               | Categoría                                         | Trabajo nominado                                  | Resultado                                         | Ref.                                              |
| ------------------------------------------------- | ------------------------------------------------- | ------------------------------------------------- | ------------------------------------------------- | ------------------------------------------------- |
| 2024                                              | Mejor actriz de reparto                           | Todos somos extraños                              | Nominada                                          | [ 23 ]                                            |